# Chrysoprasis potiuna
Chrysoprasis potiuna là một loài bọ cánh cứng trong họ Cerambycidae.